# أوروس
بلدية أوروس (بالإسبانية: Urús) هي بلدية تقع في مقاطعة جرندة التابعة لمنطقة كتالونيا شمال شرق إسبانيا.

## الديموغرافيا
بلغ عدد سكان بلدية أوروس 204 نسمة عام 2011 (وفقاً للمعهد الوطني الإسباني للإحصاء).
| 141 | 179 | 195 | 205 | 200 | 201 | 204 |